# Good as I Been to You
Albums de Bob Dylan
The Bootleg Series Volumes 1-3 (Rare and Unreleased) 1961-1991
(1991) The 30th Anniversary Concert Celebration
(1993)
Good as I Been to You (1992) est le 28e album de Bob Dylan, auteur-compositeur-interprète américain de folk/rock.

## Historique
Pour la première fois, Dylan interprète uniquement des reprises de chansons traditionnelles. C’est le premier album depuis 1964 où il n’utilise pas d’instruments de musique électriques.

## Réception
L’album a été #51 aux États-Unis et #18 au Royaume-Uni.

## Titres
Chansons traditionnelles avec arrangements par Bob Dylan, sauf indication contraire.
1. Frankie & Albert (trad. arrangements par Mississippi John Hurt) – 3:50
2. Jim Jones (trad. arrangements par Mick Slocum) – 3:52
3. Blackjack Davey – 5:47
4. Canadee-i-o (trad. arrangements par Nic Jones) – 4:20
5. Sittin' on Top of the World (Walter Vinson, Lonnie Chatmon) – 4:27
6. Little Maggie – 2:52
7. Hard Times (Come Again No More) (Stephen Foster, arrangements par De Dannan) – 4:31
8. Step It Up and Go – 2:54
9. Tomorrow Night (Sam Coslow & Will Grosz) – 3:42
10. Arthur McBride (trad. arrangements par Paul Brady) – 6:20
11. You're Gonna Quit Me – 2:46
12. Diamond Joe – 3:14
13. Froggie Went a-Courtin' – 6:26

## Musicien
- Bob Dylan : guitare, harmonica, chant